# Theo Schmidkonz
Theodor Maria Schmidkonz (* 5. November 1926 in Augsburg; † 2. Januar 2018 in Krumbad) war ein deutscher römisch-katholischer Theologe, Priester, Jesuit und Autor. 

## Leben

### Kindheit und Jugend
Theodor Maria Schmidkonz, so der Taufname, wurde am 5. November 1926 als siebtes von acht Kindern den Eltern Rosina und Alois Schmidkonz in Augsburg geboren. Der im Elternhaus gelebte christliche Glaube vermittelte Schmidkonz früh Werte, die ihn zum sozialen Engagement führten und seine kritische Haltung gegenüber dem Nationalsozialismus beförderten. Nach der Wittelsbacher Volksschule besuchte Schmidkonz das Gymnasium bei St. Stephan in Augsburg. Aufgrund einer judenfreundlichen Bemerkung in einem Aufsatz musste er die Schule verlassen und wechselte an das Gymnasium bei St. Anna. 
Eine Predigt von Pater Rupert Mayer am 29. Juni 1936 in der Basilika St. Ulrich und Afra in Augsburg war für ihn eine wichtige Zäsur. Die Botschaft von Pater Mayer, dass Gott ihn persönlich liebt, nahm er auf seinen Lebensweg mit. Im Bund Neudeutschland und in der Pfarrjugend von St. Anton in Augsburg fand Schmidkonz eine geistliche Heimat, die vor allem von den Kaplänen Johannes Aichele und Willi Schönmetzler geprägt war. 
1942 lernte Schmidkonz Kaplan Hermann Josef Wehrle kennen und wählte ihn zu seinem geistlichen Begleiter. Bei den monatlichen Treffen im Pfarrhaus der Pfarrei Heilig Blut im Münchner Stadtteil Bogenhausen begegnete er auch Alfred Delp regelmäßig. Schmidkonz traf Wehrle und Delp auch in Augsburg bei der Familie des Herzspezialisten Dr. Fritz Reisert. Nach eigener Aussage ist Schmidkonz im Hause Reisert zweimal Mitgliedern des Kreisauer Kreises begegnet.
Ab 1943 war Schmidkonz mit seinen Mitschülern als Luftwaffenhelfer in der Flugabwehr in Augsburg-Oberhausen eingesetzt. Am 19. November 1943 wurde er wegen Zugehörigkeit zu einer illegalen Vereinigung (Bund Neudeutschland) von der Gestapo verhaftet und in den folgenden Tagen verhört.

### Soldat und Gefangener
Im Februar 1944 erfolgte die Einberufung zu den Gebirgsjägern nach Bad Reichenhall. Am Ende der dreiwöchigen Ausbildung verweigerte Schmidkonz den Eid, wurde aber dennoch nach Bourg-Saint-Maurice abkommandiert. Hier weigerte sich Schmidkonz Geiseln zu erschießen, musste sein eigenes Grab schaufeln, wurde zur Strafe aber nur zwei Wochen gefangen gehalten. Als die Situation bedrohlicher wurde flüchtete die Einheit auf den Kleinen Sankt Bernhard, wo sie in der Hospiz-Ruine umzingelt wurden. Nach der Befreiung wurde Schmidkonz mit einer Hepatitis-Erkrankung ins Lazarett in Aix-les-Bains gebracht. 
Zwei Wochen später wurde die Stadt von den Franzosen erobert. Schmidkonz war jetzt Kriegsgefangener, musste in einem nahen Kohlebergwerk arbeiten und begleitete kranke und sterbende Mithäftlinge. Mit Hungerödemen wurde Schmidkonz am 20. März 1945 in ein Gefangenenlazarett bei Lyon verlegt. Der Pallottinerpater Josef Schneider ermutigte ihn, um Aufnahme im Stacheldrahtseminar in Chartres zu bitten. Bis zu seiner krankheitsbedingten Freilassung am 24. Januar 1946 bereitete sich Schmidkonz fünf Monate im Priesterseminar für Gefangene unter Leitung von Regens Abbé Franz Stock auf das Priesteramt vor. Schmidkonz erinnert sich an einen Besuch von Erzbischof Angelo Giuseppe Roncalli, dem damaligen Apostolischen Nuntius in Frankreich und späteren Papst Johannes XXIII. am 18. September 1945.

### Studium und Ordenseintritt
Schmidkonz setzte nach seiner Genesung seine Studien im Priesterseminar in Dillingen bis zu einem Zerwürfnis mit Regens Johann Evangelist Strobl fort. Strobl verwies Schmidkonz des Hauses, weil Schmidkonz ihn der Lüge überführt. 
Nach dem Eintritt bei den Jesuiten 1948, dem Noviziat und dem Studium der Philosophie am Berchmanskolleg in Pullach wirkte Schmidkonz zwei Jahre als Präfekt am Kolleg St. Blasien. Dem Studium der katholischen Theologie an der Philosophisch-Theologischen Hochschule Sankt Georgen in Frankfurt am Main folgte am 28. Juli 1957 die Priesterweihe in St. Michael in München.

### Studenten- und Priesterseelsorger
Von 1958 bis 1971 war Schmidkonz Studentenseelsorger in München. Das Zweite Vatikanische Konzil und die Studentenbewegung der 1960er Jahre prägten diese Jahre. Am 2. Juni 1967 bat der Student Sieger Köder um ein Zimmer im Studentenwohnheim in der Kaulbachstraße 31, in dem auch Schmidkonz lebte. Zwischen beiden entstand eine Freundschaft, die bis zum Tod von Sieger Köder hielt. Köder stellte in dieser Zeit mit einem Metallätzungsverfahren die Illustrationen zur sogenannten „Tübinger Bibel“ her. 
Die Erkrankung an mit einem südafrikanischen Virus verhinderte, dass Schmidkonz nach einem Sabbatjahr bei den Benediktinerinnen in der Abtei Varensell Rektor des Heinrich-Pesch-Hauses in Mannheim wurde. 
Während der Reha im Krankenhaus der Dillinger Franziskanerinnen in Buchloe warb Bischof Dr. Josef Stimpfle Schmidkonz 1972, Priesterseelsorger im Bistum Augsburg zu werden. In Exerzitien, Einkehrtagen, Vorträgen und Gesprächen begleitete Schmidkonz bis zu seinem Tod viele Priester. Werke von Sieger Köder, Käthe Kollwitz, Rembrandt van Rijn, Vincent van Gogh und anderen Künstlern waren für Schmidkonz häufig Grundlage von Bildbetrachtungen und -meditationen. Bevor Schmidkonz am 16. Dezember 1986 ins Heilbad Krumbad umzog, wirkte er zudem 10 Jahre als Seelsorger in Streitheim. Die ersten elf Jahre war Schmidkonz in Krumbad auch Seelsorger für die Gäste des Heilbad und für die Schwestern der St. Josefskongregation. Schmidkonz gehörte dem Priesterrat an und war Sprecher bei der Sendung Das Wort zum Sonntag in der ARD.
Bis zu seinem Tod blieb Schmidkonz in Krumbad wohnen. Im Werk „Geschichten und Geschichte“, das er wenige Tage vor seinem Tod fertiggestellt hat, erzählt Schmidkonz „Alltagsgeschichten“ aus seinem Leben, „die die große Geschichte der Welt berühren“. Begraben ist er auf dem Ordensfriedhof der Jesuiten in Pullach. 

## Publikationen
- uns geboren. ettaler imago-reihe 11. Buch-Kunstverlag, Ettal 1969
- Christ sein heisst Mensch werden. Fernsehmeditationen. Martin-Verlag Berger, Buxheim (Allgäu) 1972
- Maria, Gestalt des Glaubens. Meditationen, Fragen, Gebete. Rex-Verlag, Luzern und München 1973, ISBN 3-7252-0239-7
  - spanisch: María – modelo de la fe. meditaciones, preguntas, oraciones. Trad. von: José Gallinger. Editorial Guadalupe, Buenos Aires 1974
  - polnisch: Maryja wzorem wiary. rozważania pytania modlitwy. Przeł. Hieronim Warachim. Il. Teresa Chrost. 00. Kapucyni, Kraków 1980
  - litauisch: Marija – tikėjimo paveikslas. meditacijos, klausimai, maldos. Iš vokiečių kalbos vertė Lionginas Virbalas. Katalikų Pasaulio Leidiniai, Vilnius 2008, ISBN 978-9955-29-064-3
  - niederländisch: Maria, zalig zij die geloofd heeft. meditaties, vragen, gebeden. Uit het Duits vertaald door Sint-Trudo-Abdij, Male. Lannoo, Tielt en Utrecht, ISBN 90-209-0530-9
- Worte zum Alltag. Wort zum Sonntag. Martin-Verlag Berger, Buxheim (Allgäu) 1978, ISBN 3-7865-0043-6
- mit Sieger Köder: Wo bist du, Gott?. Dias u. Texte zur Tübinger Bibel, Verlag Katholisches Bibelwerk, Stuttgart 1979, ISBN 3-460-31771-X
- mit Paul Schmidkonz und Animata Probst: Bruder Franz. Texte: Paul u. Theo Schmidkonz. Bilder: Animata Probst. EOS, St. Ottilien 1981, ISBN 978-3-88096-200-2
- Du Gott. Gebetsmeditationen zu Worten von M. Theresia von Jesu Gerhardinger. EOS, S. Ottilien 1985, ISBN 3-88096-491-2
  - tschechisch: Volám k tobě, Bože. modlitby podle M. Terezie od Ježíše Gerhardingerové. Z německého orig. přel. Jaroslav Elšák. Karmelitánské Nakladat, Kostelní Vydří 1999, ISBN 80-7192-403-2
- Maria – Gestalt des Glaubens. Maiandachten. St. Benno, Leipzig 1987, ISBN 3-7462-0112-8
- In deiner Hand. Gebets-Meditationen zu Worten von Pater Rupert Mayer SJ. EOS, S. Ottilien 1987, ISBN 3-88096-070-4
- Novene zum seligen P. Rupert Mayer SJ. EOS, S. Ottilien 1992, ISBN 3-88096-661-3
- Kreuzweg-Erfahrungen. Kreuzweg in der Kirche St. Stephanus zu Wasseralfingen. Mit Bildern von Sieger Köder. Schwabenverlag, Ostfildern 2002, ISBN 978-3-7966-1053-0 (zusätzlich: Gebetsheft für Gemeinde und Gruppen)
- Bilder des Lebens – Bilder des Glaubens. Meditationen. Schwabenverlag, Ostfildern 2006, ISBN 3-7966-1331-4
- Osterweg, ein Weg der Hoffnung und des Lebens in 14 Stationen. Mit Bildern von Sieger Köder. Schwabenverlag, Ostfildern 2015, ISBN 978-3-7966-1666-2 (zusätzlich: Gebetsheft für Gemeinde und Gruppen)
- Tischgebete. meditative Gebete auch für andere Gelegenheiten. Rex-Verlag, Luzern und München
- Geschichten und Geschichte. Schwabenverlag, Ostfildern 2018, ISBN 978-3-7966-1771-3
- Du zeigst uns den Weg zum Leben. Meditationen zu Bildern von Sieger Köder. Schwabenverlag, Ostfildern 2018

Aus der Hand von Theo Schmidkonz sind auch zahlreiche weitere Texte für Andachts- und Meditationsbilder bzw. Kalender, die im Kunstverlag Ver Sacrum oder im Schwabenverlag erschienen sind. Zudem hat Schmidkonz auch Liedtexte verfasst (z. B.: O Herr, an deinem Kreuze… Gotteslob Eigenteil Augsburg Nr. 771).